# Alfredo Duarte Blum
Jorge Alfredo Duarte Blum (Málaga, Santander; 9 de marzo de 1910-Bogotá, 10 de diciembre de 1990) fue un oficial del ejército y político colombiano de origen germano-venezolano.
Fue uno de los participantes del Golpe de Estado de 1953 en Colombia, conocido por pactar la amnistía con las guerrillas liberales durante La Violencia bipartidista, y ocupar ministerios y cargos públicos.

## Biografía
Se vinculó al Ejército Nacional en 1928. Participó en el Golpe de Estado de 1953, en el que tomó el poder Gustavo Rojas Pinilla.
En septiembre de 1953 como brigadier general Duarte Blum participó en la pacificación de las guerrillas liberales en los llanos orientales, donde entregaron las armas los jefes guerrilleros como Dumar Aljure, y Guadalupe Salcedo al mando de 3.540 guerrilleros, en todo el país se entregaron 6.500 hombres, también se desmovilizaron las guerrillas de paz conservadoras.
Fue comandante general de las Fuerzas Militares de Colombia entre 1953 y 1957. Fue ministro de Guerra y ministro de Justicia en 1957. 
Su carrera militar terminó el 18 de abril de 1958, con el grado de mayor general y exministro de Guerra.
Ocupó, cargos como Instructor de la Escuela Superior de Guerra, Comandante del Grupo de Artillería Berbeo; Jefe del Estado Mayor del Comando de la Tercera Brigada y agregado Militar de las embajadas de Colombia en Chile y Perú.
Falleció en Bogotá el 10 de diciembre de 1990.

## Familia
Jorge Alfredo Duarte Blum era hijo del colombiano Eustoquio Duarte Suárez, y de la venezolana Adela Bluhnn Azuaje, quien era hija del ingeniero alemán Jorge Guillermo Bluhnn, judío asquenazí llegado a Táchira para estudiar la navegabilidad de los ríos de ese país.